# Nîjni Remetî, Bereg
Nîjni Remetî (în ucraineană Нижні Ремети, maghiară Alsóremete) este localitatea de reședință a comunei Nîjni Remetî din raionul Bereg, regiunea Transcarpatia, Ucraina.

## Demografie
Componența lingvistică a localității Nîjni Remetî
     Ucraineană (97,8%)
     Rusă (1,16%)
     Alte limbi (1,05%)
Conform recensământului din 2001, majoritatea populației localității Nîjni Remetî era vorbitoare de ucraineană (97,8%), existând în minoritate și vorbitori de rusă (1,16%).